# Kurt Birkle
Kurt Birkle född 8 januari 1939 i Freiburg im Breisgau, död 1 januari 2010, var en tysk astronom.
Han var verksam vid observatoriet i Heidelberg och senare Calar Alto-observatoriet i Spanien.
Minor Planet Center listar honom som K. Birkle och som upptäckare av 9 asteroider.
Asteroiden 4803 Birkle är uppkallad efter honom.

## Asteroider upptäckta av Birkle
| 5879 Almeria [A]                                                              | 8 februari 1992   |
| (14856) 1989 SY13 [B]                                                         | 26 september 1989 |
| (26825) 1989 SB14 [B]                                                         | 26 september 1989 |
| (29163) 1989 SF14 [B]                                                         | 26 september 1989 |
| (30803) 1989 SG14 [B]                                                         | 26 september 1989 |
| (46550) 1989 SZ13 [B]                                                         | 26 september 1989 |
| (175661) 1989 SC14 [B]                                                        | 26 september 1989 |
| (251654) 1993 RB15 [C]                                                        | 15 september 1993 |
| Upptäckt tillsammans med: A Ulrich Hopp B Johann M. Baur C Hermann Boehnhardt |                   |